# Little Canada (Minnesota)
Little Canada ist eine Stadt im Ramsey County  im US-Bundesstaat Minnesota. Das U.S. Census Bureau hat bei der Volkszählung 2020 eine Einwohnerzahl von 10.819 ermittelt.

## Geografie
Little Canada befindet sich im Zentrum des Ramsey County innerhalb der Metropolregion Minneapolis–Saint Paul.

## Geschichte
Im Jahr 1844 zog der frankokanadische Siedler Benjamin Gervais von Saint Paul nach Norden, um Land zu beanspruchen und die erste von der Regierung unabhängige Getreidemühle in Minnesota zu bauen. Heute trägt der große See an der Ostseite von Little Canada seinen Namen (Lake Gervais). Die Getreidemühlewurde in einen Park umgewandelt, der als Geburtsort der Stadt gilt. Little Canada wurde 1858 als Township New Canada gegründet. In den 1950er Jahren wurde das Township durch die Ausbreitung der Vorstädte bedroht, die durch die nachfolgenden größeren Gemeinden wie Maplewood entstanden waren. Im Jahr 1953 schlossen sich die Verantwortlichen der Stadt zusammen und gründeten das Village Little Canada. Es wurde 1974 zur Stadt (City).
Die Stadt zeigt den kanadischen Einfluss in ihrer Geschichte auf verschiedene Weise. Ihre Flagge enthält ein kanadisches Ahornblatt, und die kanadische Flagge ist in den Ratssälen zu sehen. Anfang August veranstaltet die Stadt zusammen mit ihrer Schwesterstadt Thunder Bay, Ontario, in Kanada ein jährliches Fest, die Canadian Days.

## Demografie
Nach der Volkszählung von 2020 leben in Little Canada 10.819 Menschen. Die Bevölkerung teilte sich im Jahr 2019 auf in 66,9 % Weiße, 12,3 % Afroamerikaner, 0,5 % amerikanische Ureinwohner, 16,3 % Asiaten und 2,4 % mit zwei oder mehr Ethnizitäten. Hispanics oder Latinos aller Ethnien machten 5,3 % der Bevölkerung aus. Das mittlere Haushaltseinkommen lag 2019 bei 52.842 US-Dollar und die Armutsquote bei 9,5 %.